# Enchenberg
Enchenberg – miejscowość i gmina we Francji, w regionie Grand Est, w departamencie Mozela.
Według danych na rok 1990 gminę zamieszkiwało 1197 osób, a gęstość zaludnienia wynosiła 123 osób/km² (wśród 2335 gmin Lotaryngii Enchenberg plasuje się na 323. miejscu pod względem liczby ludności, natomiast pod względem powierzchni na miejscu 618.).